# Гастінгс (Нью-Йорк)
Гастінгс (англ. Hastings) — місто (англ. town) в США, в окрузі Освіго штату Нью-Йорк. Населення — 9342 особи (2020).

## Демографія
Згідно з переписом 2010 року, у місті мешкало 9450 осіб у 3646 домогосподарствах у складі 2569 родин. Було 3909 помешкань
Расовий склад населення:
| - 97,4 % — білих - 0,5 % — корінних американців - 0,3 % — чорних або афроамериканців - 0,3 % — азіатів |

До двох чи більше рас належало 1,2 %. Частка іспаномовних становила 0,9 % від усіх жителів.
За віковим діапазоном населення розподілялося таким чином: 24,6 % — особи молодші 18 років, 61,9 % — особи у віці 18—64 років, 13,5 % — особи у віці 65 років та старші. Медіана віку мешканця становила 40,6 року. На 100 осіб жіночої статі у місті припадало 97,3 чоловіків;  на 100 жінок у віці від 18 років та старших — 96,4 чоловіків також старших 18 років.
Середній дохід на одне домашнє господарство  становив 66 781 долар США (медіана — 53 825), а середній дохід на одну сім'ю — 75 072 долари (медіана — 63 538). Медіана доходів становила 52 991 долар для чоловіків та 40 034 долари для жінок. За межею бідності перебувало 13,3 % осіб, у тому числі 18,6 % дітей у віці до 18 років та 12,4 % осіб у віці 65 років та старших.
Цивільне працевлаштоване населення становило 4352 особи. Основні галузі зайнятості: освіта, охорона здоров'я та соціальна допомога — 20,5 %, виробництво — 15,4 %, роздрібна торгівля — 14,1 %.